# Zwartwaterrivier

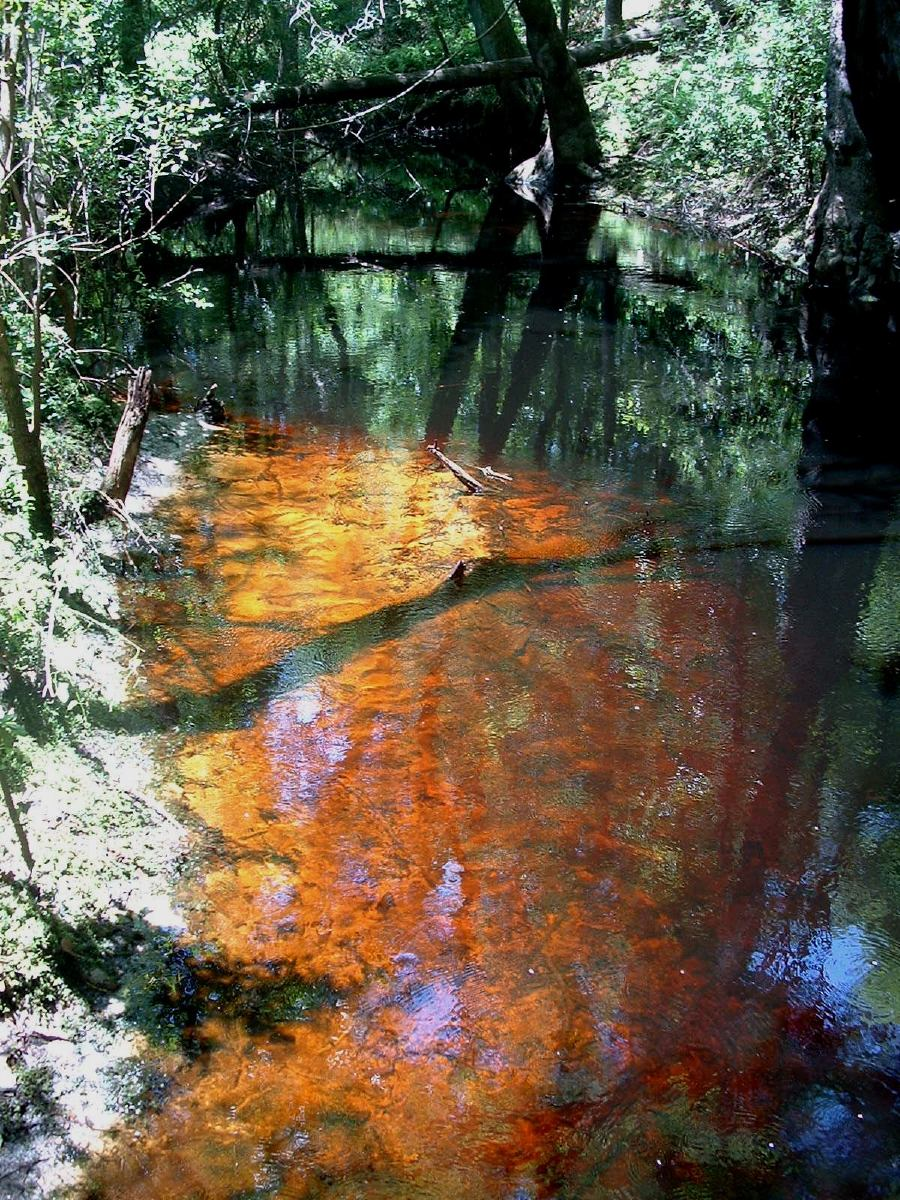
Een moerasgevoed stroompje in Noord-Florida, met niet-troebel, maar door looistof getint zwartwater.

Een zwartwaterrivier is een rivier met een diepe, langzaam bewegende watermassa, die stroomt door bebost moeras of drasland. Wanneer plantenresten ontbinden in het water, sijpelen er looistoffen uit, resulterend in doorzichtig zuur water dat donkergetint is, gelijkend op thee of koffie.
De meeste zwartwaterrivieren bevinden zich in het Amazonegebied en in daarmee te vergelijken gebieden zoals de Guyana's en de Zuidelijke Verenigde Staten. Zwartwaterrivieren hebben veel minder voedingsstoffen dan witwaterrivieren en hebben ionenconcentraties die slechts weinig uitstijgen boven die van regenwater.
De unieke watercondities leiden tot een samenstelling van flora en fauna die aanzienlijk verschilt van die in witwaterrivieren. Gebieden waar zwartwater- en witwaterrivieren in elkaar overgaan, zijn bijzonder aantrekkelijk voor een uiteenlopende groep van organismen.

## Vergelijking witte en zwarte rivieren
|                      | Solimões (bovenloop Amazone) (witwater) | Rio Negro (zwartwater) |
| -------------------- | --------------------------------------- | ---------------------- |
| Na (mg/l)            | 2,3 ± 0,8                               | 0,380 ± 0,124          |
| K (mg/l)             | 0,9 ± 0,2                               | 0,327 ± 0,107          |
| Mg (mg/l)            | 1,1 ± 0,2                               | 0,114 ± 0,035          |
| Ca (mg/l)            | 7,2 ± 1,6                               | 0,212 ± 0,066          |
| Cl (mg/l)            | 3,1 ± 2,l                               | 1,7 ± 0,7              |
| Si (mg/l)            | 4,0 ± 0,9                               | 2,0 ± 0,5              |
| Sr (µg/l)            | 37,8 ± 8,8                              | 3,6 ± 1,0              |
| Ba (µg/l)            | 22,7 ± 5,9                              | 8,1 ± 2,1              |
| Al (µg/l)            | 44 ± 37                                 | 112 ± 29               |
| Fe (µg/l)            | 109 ± 76                                | 178 ± 58               |
| Mn (µg/l)            | 5.9 ± 5.1                               | 9.0 ± 2.4              |
| Cu (µg/l)            | 2,4 ± 0,6                               | 1,8 ± 0,5              |
| Zn (µg/l)            | 3,2 ± 1,5                               | 4,1 ± 1,8              |
| Geleidingsvermogen   | 57 ± 8 (µS/cm)                          | 9 ± 2 (µS/cm)          |
| Zuurgraad (pH)       | 6,9 ± 0,4                               | 5,1 ± 0,6              |
| Totaal P (µg/l)      | 105 ± 58                                | 25 ± 17                |
| Totaal C (mg/l)      | 13,5 ± 3,1                              | 10,5 ± 1,3             |
| Bicarbonaat-C (mg/l) | 6,7 ± 0,8                               | 1,7 ± 0,5              |

Zwarte en witte waters verschillen significant in hun ionensamenstelling, zoals te zien is in Tabel 1. Zwarte waters hebben ionenconcentraties die niet veel groter zijn dan die van regenwater. Ze zijn echter veel zuurder waardoor zwartwaters een grotere aluminiumconcentratie hebben dan die van neutrale witwaters. Het grote verschil zit hem in de concentraties van natrium, magnesium, calcium en kalium; deze zijn erg laag in zwartwaters. Dit heeft nogal grote ecologische implicaties. Sommige diergroepen, zoals slakken, hebben veel calcium nodig om hun schelp te bouwen en komen daarom in zwartwaters weinig voor.
De afwezigheid van opgeloste ionen in zwartwaters resulteert in een laag geleidingsvermogen, gelijkend op die van regenwater. Zwarte en witte waters verschillen in hun plankton, fauna en flora. Tabel 2 en tabel 3 vergelijken het aantal dierlijke planktons in zwarte en witte waterlocaties die slechts enkele meters van elkaar verwijderd zijn. In feite was het zwarte water nog niet eens zo'n extreem voorbeeld als gevonden kan worden in de Rio Negro. Toch kan men zien dat het zwarte water een veel groter aantal Rotifera (raderdiertjes), maar minder Crustacae (kreeftachtigen) en mijten heeft. Deze Crustacae zijn belangrijk voedsel voor vissenlarven. De zones waar twee waters mengen zijn erg aantrekkelijk voor Ostracoda en jonge vis. Deze mengzones hebben gewoonlijk grote aantallen dieren. Het grote aantal dieren wordt duidelijk getoond in Tabel 3, die het aantal dieren telt in 10 liter water in elk habitat bemonsterd.
| Diergroepen aanwezig | Zwartwater | Gemengd water | Witwater |
| -------------------- | ---------- | ------------- | -------- |
| Rotifera             | 284        | 23            | 0        |
| Cladocera            | 5          | 29            | 43       |
| Ostracoda            | 39         | 97            | 29       |
| Calanoida            | 11         | 51            | 66       |
| Cyclopoida           | 22         | 49            | 61       |
| Chironomidae         | 0          | 3             | 3        |
| Acarina (mijten)     | 0          | 0             | 2        |

| Aanwezige dierlijke groepen | Zwartwater | Zwartwater | Gemengd water | Gemengd water | Witwater   | Witwater |
| Aanwezige dierlijke groepen | Open water | Woud       | Open water    | Woud          | Open water | Woud     |
| --------------------------- | ---------- | ---------- | ------------- | ------------- | ---------- | -------- |
| Volvox                      | 42         |            | 38            |               |            |          |
| Rotifera                    | 87         | 5          | 34            |               |            |          |
| Cladocera                   | 6          |            | 5             |               | 8          | 1        |
| Ostracoda                   | 2          | 11         | 3             |               | 7          |          |
| Calanoida                   | 23         | 3          | 10            |               |            |          |
| Cyclopoida                  | 5          | 27         | 19            | 1             | 13         | 1        |
| Mysidacea                   |            | 1          |               |               |            |          |
| Diptera (vliegen)           |            |            |               |               | 1          |          |
| Acarina (mijten)            |            |            | 1             |               | 1          |          |
| Vissenlarven                |            |            | 1             |               | 1          |          |

## Zwartwaterrivieren van de wereld

### Suriname
Alle rivieren en kreken die in de savannegordel hun oorsprong vinden zijn zwartwaterrivieren, daaronder:
- de Para[5]
- de Tibiti.[6]

### Indonesië
- Sabangau

### Amazonegebied, Brazilië
- Apaporis: Een zijrivier van de Japurá.
- Arapiuns: Een zijrivier van de Tapajós.
- Coari
- Mirití-Paraná
- Rio Negro: De langste zwartwaterrivier in de wereld; een van de belangrijkste zijrivieren van de Amazone.
- Piorini
- Tahuayo
- Tefé
- Trombetas
- Uatamã
- Urubu
- Vaupés

### Orinocobekken
- Atabapo: van de Hooglanden van westelijk Venezuela in de Orinoco
- Caroní: van de Hooglanden van westelijk Venezuela in de Orinoco
- Inírida: van Noordoost-Colombia via de Guaviare in de Orinoco.
- Ventuari: van Oost-Venezuela in de Orinoco
- Vichada: van Oost-Colombia in de Orinoco
- Tomo: van Oost-Colombia in de Orinoco
- Tuparro: van Oost-Colombia in de Orinoco

### Zuidelijke Verenigde Staten

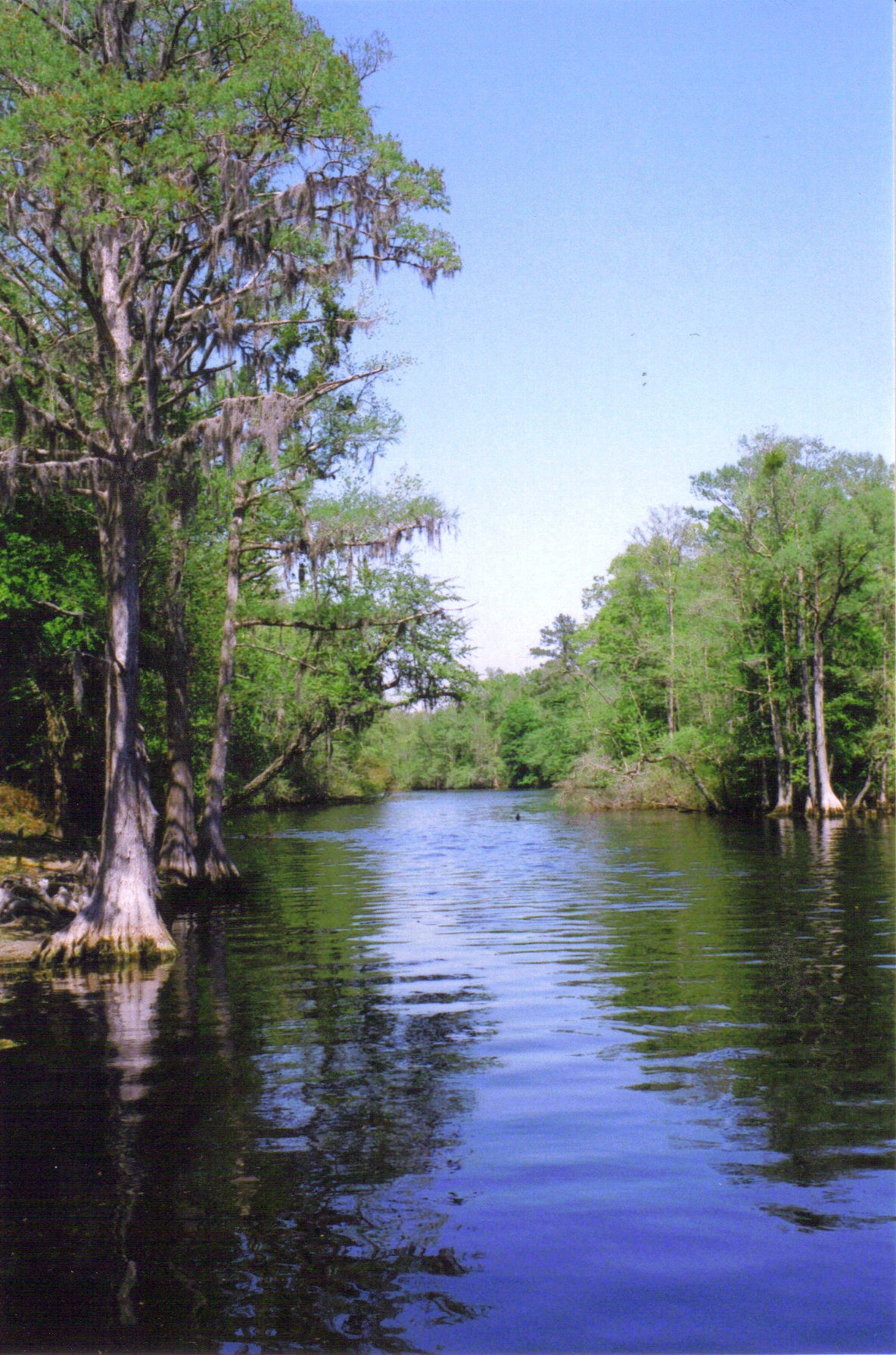
De Lumber zoals te zien vanuit de botenhelling bij Princess Ann dicht bij Orrum (North Carolina).

- Grote Cypress, Zwarte Cypress, en kleine Cypress en de kleine rivieren in de waterscheiding van het Caddomeer in Texas en Louisiana.
- Blackwaterrivier in Virginia: een zijrivier van de Chowan in Virginia.
- Blackwaterrivier in Florida: een grote rivier in westelijk Florida panhandle.
- Black River (South Carolina): een zijrivier van de Pee Dee in North Carolina en South Carolina.
- Cape Fear (rivier), North Carolina: stroomt in de Atlantische Oceaan.
- Cashie, North Carolina: stroomt in de Albemarle Sound.
- Caloosahatchee, Florida: stroomt ten westen van het Okeechobeemeer naar de Golf van Mexico.
- Chowan, North Carolina: stroomt in Albemarle Sound.
- Edisto, Zuid-Carolina: stroomt in de Atlantische Oceaan; de langste onafgedamde, zwartwaterrivier zonder sluizen in Noord-Amerika.
- Econlockhatchee, een zijrivier van de St. Johns in Centraal Florida.
- Great Cohariekreek, North Carolina: stroomt in de Black River (North Carolina).
- Little Pee Dee, Zuid-Carolina: stroomt in de Pee Dee.
- Lumber/Drowning Creek: gesitueerd in Noord- en Zuid-Carolina. Deel van Lumber RiverState (park)
- Pithlachascotee: een kleine rivier in centraal Florida.
- Scuppernong, North Carolina: een kleine rivier in Washington en Tyrrell in North Carolina bij Pettigrew State (park).
- St. Johns: de langste rivier in Florida. Stroomt noordwaarts door Jacksonville en in de Atlantische Oceaan.
- Suwannee: Een grote rivier in Zuid-Georgia en Noord-Florida stromend in de Golf van Mexico.
- Upper Little River, North Carolina: stroomt in de Cape Fear (rivier).
- Blackwaterrivier, West-Virginia: gesitueerd in de Blackwater Canyon in gemeente Tucker. Blackwater Falls, een vijftrapswaterval, is gelegen aan deze rivier met stroomversnellingen vanaf m Klasse III-V+
- Waccamaw, Noord- en Zuid-Carolina: stroomt in de Atlantische Oceaan.
- White Oak, North Carolina: stroomt in de Atlantische Oceaan.

### Noordelijke Verenigde Staten
- Black, New York: Een rivier die start in de westelijke Adirondacks en die uitmondt in het Ontariomeer.
- Tahquamenon, Michigan: Een rivier in het Opperschiereiland die uitmondt in het Bovenmeer.
- Tuckahoe, New Jersey: Een korte rivier in Zuidelijk New Jersey die stroomt in Great Egg Harbor.

## Afbeeldingen van zwartwaterrivieren

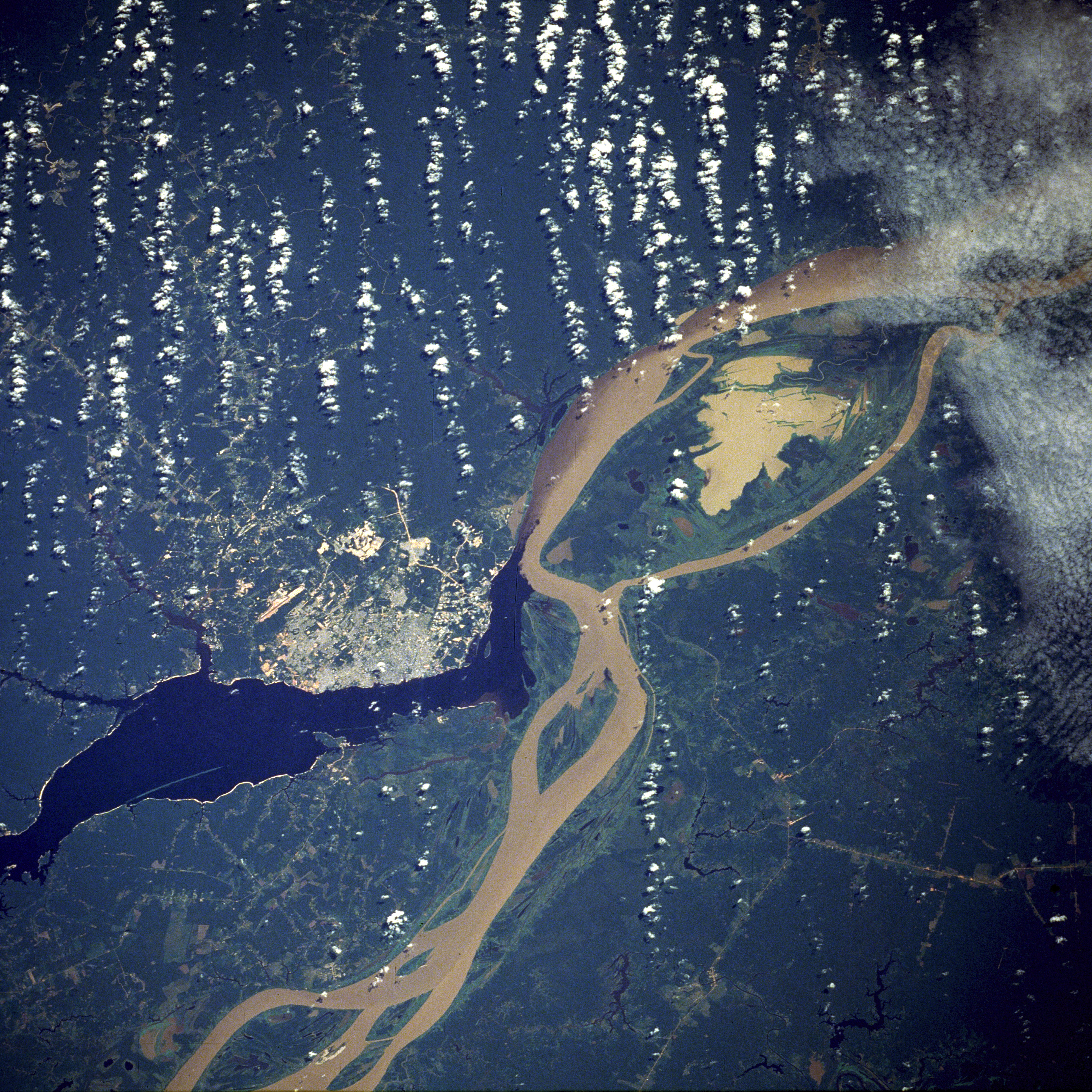
Manaus, de grootste stad aan de Amazone, zoals gezien vanuit een NASA-satelliet, omgeven door de modderige Amazone en de zwartwaterrivier Rio Negro.
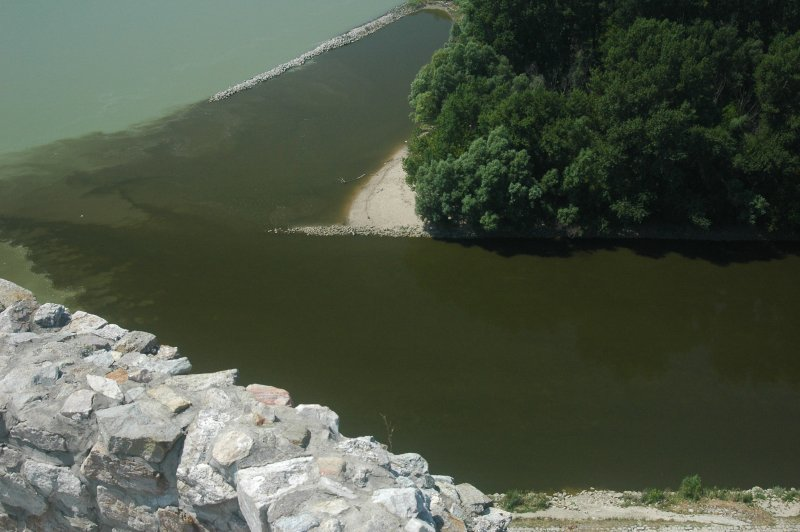
Van bovenaf kijkend naar de samenvloeiing van de zwartwater Morava (stromend van rechts naar linksboven) in de witwater Donau (in de linkerbovenhoek van de foto)